# Ricardo Areco
Ricardo Julio Areco Tocanier (Montevideo, 3 de mayo de 1866 - Montevideo, 5 de marzo de 1925) fue un jurisconsulto y político uruguayo perteneciente al Partido Colorado.

## Biografía
Nació en Montevideo el 3 de mayo de 1866. Fue hijo de Plinio Areco Sancho y Juana Tocanier. Casado con Paulina Quintana, tuvieron una hija, Lilina Ofelia, madre del presidente Jorge Pacheco Areco.
Integró la Sociedad de Amigos de la Educación Popular, que llegó a presidir en 1892.
Militante del Partido Colorado, ocupó varios cargos públicos. Fue miembro de la Comisión Departamental de Instrucción Primaria de Montevideo entre 1890 y 1894. Presidió la Junta Económico-Administrativa del departamento de Treinta y Tres.
Fue elegido legislador en varias ocasiones en secuencia prácticamente ininterrumpida, la primera de ellas como diputado por Florida en 1902. En 1911, conjuntamente con Domingo Arena, presentaron un proyecto de ley de divorcio por la sola voluntad de la mujer. En 1914 presidió la Cámara de Representantes.
Fue uno de 47 legisladores colorados que votaron por la elección de José Batlle y Ordóñez a la primera magistratura.
Integró la Convención Nacional Constituyente de 1916. En el correr del año 1917 tuvo una destacada actuación en el seno de la llamada "Comisión de los Ocho", conjuntamente con los doctores Domingo Arena, Baltasar Brum y Juan Antonio Buero, estando representado a su vez el Partido Nacional por los doctores Leonel Aguirre, Carlos A. Berro, Martín C. Martínez y Alejandro Gallinal; dicha Comisión redactó el texto final de la Constitución de 1918.
Presidió el Senado desde 1915 hasta la aprobación de la Constitución de Uruguay de 1918.
Fue elegido miembro del Consejo Nacional de Administración en 1919 para un mandato de seis años. Hacia el final de su carrera política estuvo alineado con Feliciano Viera. Falleció en Montevideo el 5 de marzo de 1925.